# Myrilla trilineata
Myrilla trilineata är en insektsart som beskrevs av Schmidt 1926. Myrilla trilineata ingår i släktet Myrilla och familjen lyktstritar. Inga underarter finns listade i Catalogue of Life.